# Каниди, Иван Константинович
Ива́н Константи́нович Кани́ди (греч. Γιάννης Κανίδης; 1 января 1930, Патара-Ирага, Тетрицкаройский район, ГССР — 3 сентября 2004, Беслан, Северная Осетия — Алания, Россия) — российский школьный учитель физкультуры, находившийся в числе заложников во время захвата школы № 1 в Беслане. Отклонив предложение террористов покинуть здание, 74-летний Каниди настоял на том, чтобы остаться со своими учениками, и погиб, спасая их.

## Биография
Иоаннис (Янис) Канидис родился 1 января 1930 года в селе Малая Ирага Тетрицкаройского района Грузинской ССР. Его отец, Константин, работал председателем колхоза. С детства увлекался спортом (лёгкая атлетика, бокс, футбол). В 1953 году Каниди окончил Орджоникидзевский педагогический институт имени Хетагурова и устроился работать в бесланскую школу № 1.

## Теракт в Беслане
1 сентября 2004 года группа террористов захватила более тысячи заложников в г. Беслан республики Северная Осетия — Алания, атаковав школу № 1, где для празднования Дня знаний собрались дети, родители и учителя. Иван Каниди оказался в числе заложников.

### Первые два дня
2 сентября 2004 нескольким матерям с грудными детьми было разрешено покинуть здание. Командир отряда террористов увидел Каниди, старого больного человека, и предложил ему уйти. Но Каниди отказался, сказав, что он останется «с [его] школьниками до конца». В течение всего захвата Каниди делал всё, что было в его силах, чтобы помочь детям. Когда последние умирали от жары, духоты и жажды, Каниди обратился к террористам, настаивая на том, что те должны дать воды хотя бы маленьким детям. Когда один из террористов тяжело избил его прикладом автомата, Каниди дерзко заявил: «Как вы смеете?! Вы заявляете, что вы кавказцы, но здесь, на Кавказе, даже собака не откажет старому человеку!». После этого террористы разрешили ему намочить нагрудник и подносить ко ртам самых маленьких детей, которые задыхались от жажды.
Выжившие заложники рассказывают, что он снова и снова рисковал собственной жизнью, чтобы спасти детей, как он отодвигал взрывчатку, положенную рядом с ними, и пытался предотвратить детонацию других.

### Смерть
Каниди был убит на третий день захвата. После взрывов в спортзале выжившие заложники начали выбираться наружу, в то время как террористы пытались перегнать их в столовую. Иван Каниди, оказавшись в смежном со спортзалом кабинете, набросился на террориста Ибрагима Дзортова, который повернулся к нему спиной. Каниди сумел отобрать у него автомат, но воспользоваться оружием не успел: пожилой учитель был застрелен боевиком из пистолета.
Впоследствии один из журналистов сравнил его с польским героем Янушем Корчаком, который вместе со своими учениками пошёл в Треблинку.

## Память
- 9 декабря 2004 года правительство России посмертно наградило Каниди почётным знаком «За защиту прав человека»[8].
- 6 сентября 2010 года в Беслане открылась школа-интернат со спортивным уклоном имени Ивана Каниди, построенная при участии Греции и Норвегии[9]. Во дворе учебного заведения установлен бюст Ивана Каниди[10].